# Zautomatyzowany wóz dowodzenia ZWD-1
Zautomatyzowany wóz dowodzenia ZWD-1 – polski wóz dowodzenia zbudowany na podwoziu transportera MTLB. Wraz z wozami ZWD-2 i ZWD-3 tworzy system IRYS 2000. Zademonstrowany na MSPO 2000 i wprowadzony do służby w roku 2001. Pojazd przeznaczony dla jednostek dowodzenia na szczeblu pułku. Do roku 2008 wprowadzono do służby tylko jeden egzemplarz, który służył w 34 Brygadzie Kawalerii Pancernej.
Prototyp skonstruowany został w 1998 roku w Wojskowych Zakładach Łączności nr 2 w Czernicy we współpracy z Zarządem Łączności SG i WAT. Podstawowym środkiem łączności zainstalowanym w ZWD-1 są radiostacje UKF RRC-9500 z rodziny PR4G o mocy 50 W, ponadto może być zamontowana radiostacja krótkofalowa. Pomocniczym źródłem zasilania aparatury łączności na postoju jest agregat prądotwórczy z silnikiem wysokoprężnym 1B20 o mocy 1,5 kW, podczas marszu przewożony na dachu w tylnej części. Pojazd ma dwa stanowiska robocze z komputerami (WB Electronics BFC-200) i dwa dodatkowe miejsca siedzące w przedziale bojowym oraz trzecie miejsce obok kierowcy. Pojazd ZWD-1 przystosowany jest do współpracy z pojazdami Łowcza i Topaz.
Analogiczne wyposażenie ma opracowany równolegle wóz dowodzenia ZWD-3 szczebla batalionu na samochodzie Tarpan Honker.